# Michael Staksrud
Michael Staksrud (2. června 1908 Tingelstad – 10. listopadu 1940 jezero Gjersjøen) byl norský rychlobruslař.
Na evropském i světovém šampionátu debutoval v roce 1927. O rok později startoval na Zimních olympijských hrách 1928, kde ve svém jediném závodě na 5000 m dobruslil na sedmé příčce. První medaili, bronzovou, získal na MS 1929. Roku 1930 již světový šampionát poprvé vyhrál a na Mistrovství Evropy vybojoval stříbro. Během třicátých let získal na mistrovstvích světa další dvě zlaté (1935 a 1937) a dvě stříbrné medaile (1932 a 1933); dvě zlaté si přivezl i z kontinentálních šampionátů (1934 a 1937). Zúčastnil se také ZOH 1932 (v závodech na 1500 m a 10 000 m nepostoupil z rozjížděk, rozjížďku v závodě na 5000 m nedokončil) a 1936 (devátý na trati 5 km, desátý na trati 10 km). Poslední závody absolvoval v roce 1940 – jednalo se o neoficiální mistrovství světa a norský šampionát.
Utopil se v norském jezeře Gjersjøen v listopadu 1940 ve věku 32 let.